# George Stephănescu

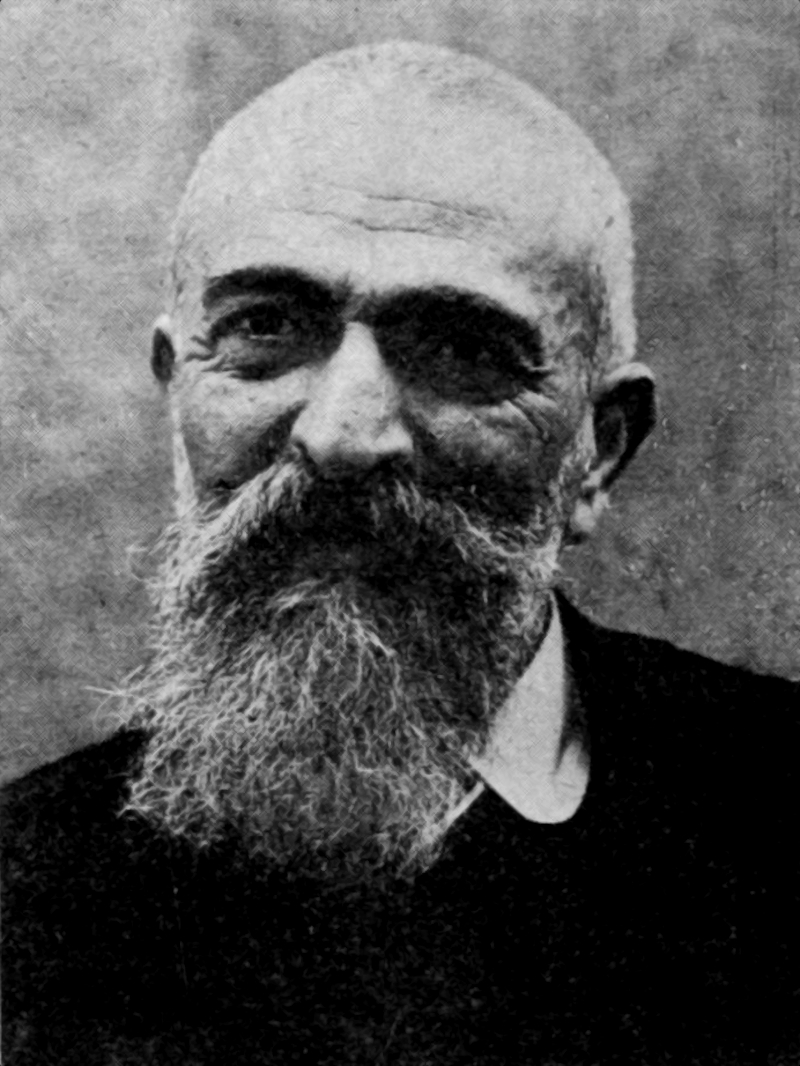
George Stephănescu

George Stephănescu (* 13. Dezember 1843 in Bukarest; † 25. April 1925 ebenda) war ein rumänischer Komponist, Dirigent und Musikpädagoge.

## Leben
Stephănescu studierte von 1864 bis 1867 am Bukarester Konservatorium (heute Nationale Musikuniversität Bukarest) bei Eduard Wachmann und danach bis 1871 am Pariser Konservatorium Komposition bei Daniel-François-Esprit Auber und Ambroise Thomas, Harmonielehre und Komposition bei Henri Reber, Gesang bei Enrico Della Sedie und Klavier bei Antoine Marmontel. Von 1872 bis 1904 war er Professor für Gesang am Bukarester Konservatorium.
1880 wurde Stephănescu als Dirigent Nachfolger von Alexandru Flechtenmacher am Nationaltheater Bukarest, wo er 1885 das Ensemble der Rumänischen Oper gründete. Er war außerdem Gründer der Compania Lirică Română (1892) und der Societatea Lirică Română (1902). Neben Bühnenwerken komponierte er Orchesterwerke (darunter 1869 die erste rumänische Sinfonie), Kammermusik, Chor- und Vokalmusik.

## Werke
- Schauspielmusik zu Peste Dunar, Sanziana si Pepelea, Capitanul Negru, Despot-Voda und Fantana Blanduziei von Vasile Alecsandri
- Scaiul barbatilor, Operette
- Petra, lyrisches Drama
- Sentinela romana, Melodram für Orchester
- Simfonia in La major für Orchester
- Omagiu lui Haydn für Orchester
- Uvertura nationala für Orchester
- In munti für Chor und Orchester
- In crang für Chor und Orchester
- Intre flori für Chor und Orchester
- In alte timpuri für Chor und Orchester
- Sonata in La major
- Sonata pentru violoncel si pian
- Octetul in Sol major
- Septetul in Sol major
- Concert pentru coarde
- Cvartetul de coarde
- Poveste pentru violoncel si pian
- Piese corale, colectia de coruri pentru 3-4 voci
- Frati romani für Chor
- Intai mai für Chor
- Cantarile Sfintei Liturghii a lui Ioan Gură de Aur für Chor
- Sus inima für Chor
- Copilul si floarea für Chor
- Mandrulita de la munte für Klavier
- Lasa-ti lumea ta uitata für Klavier
- Cantec de fericire für Klavier
- Frumoasa copilita für Klavier
- Si daca ramuri bat in geam für Klavier
- Somnoroase pasarele für Klavier
- Kamadeva für Klavier
- Pe langa plopii fara sot für Klavier
- De ce nu-mi vii? für Klavier
- Ce sfant noroc für Klavier
- Amintiri für Klavier